# Solen vagina
Solen vagina is een tweekleppigensoort uit de familie Solenidae. De wetenschappelijke naam werd gepubliceerd in 1758 door Carl Linnaeus in de tiende editie van Systema naturae.